# 샤오정하오
샤오정하오(중국어: 蕭正浩, 병음: Xiao Zhenghao, 한자음: 소정호, 1988년 10월 5일 ~ )는 중화민국의 바둑 기사이다. 천창칭 도장 출신으로 대만기원 소속의 9단이다. 국수전과 천원전에서 각 3회 우승했다.

## 경력
1996년 세계청소년바둑선수권대회 소년조에서 3위에 올랐고 1998년에 2위를 차지했다. 1998년 중환배 아마추어 10강전에서 6위를 기록했고 2001년에 프로바둑에 입단했다. 2005년 4단이었던 17세의 나이로 제1회 국수전에 우승을 차지해 첫 타이틀을 획득했다. 이후 5단을 거쳐 2007년 6단으로 승단했다. 2008년 역조배와 신인왕전, 동강배, 장쉬배의 4개 기전에서 우승했다. 2009년 7단이 되었고 2010년 9회 천원전 결승에서 린즈한을 누르고 최연소로 우승했다.
2008년부터 중국 을조리그에 대만기원팀으로 출전했다. 제1회 월드 마인드 스포트 게임즈 대회에 타이베이 대표로 출전하여 4위에 올랐다. 2007년 제3회 중환배 본선에 진출했지만 다카오 신지에게 패해 탈락했고 2010년 제15회 LG배 세계기왕전와 아시안 게임 남자 단체전에 출전했다. 2012년 8단으로 승단했고, 제17회 LG배 16강에 진출했다. 2013년 국수전과 천원전, 동강배, 중정배, 왕좌전에서 우승하여 5관왕을 차지했다. 2014년 9단으로 승단했다. 2014년과 2015년의 제19회와 20회 삼성화재배 월드 바둑마스터스에 각각 출전했고 2015년 오카게배 바둑토너먼트에 출전했다.
2007년과 2014년, 2015년 창기배에 타이완 대표로 출전했다.